# JLSLチャレンジリーグ
JLSLチャレンジリーグ（‐ちゃれんじりーぐ）は、かつて存在した女子サッカーリーグ。日本女子サッカーリーグ（当時はJLSL、現在の「なでしこリーグ」）に参加を希望するチームにより結成され、JLSL（L・リーグ）の最下位との入れ替えもあったが、参加チームの減少などにより廃止となった。

## JLSLチャレンジリーグ'92

### リーグ戦
- 開催期間: 1992年11月1日‐1993年2月14日

| 順位 | チーム                 | 勝点 | 勝 | 分 | 敗 |
| 1位  | シロキFCセレーナ       | 10   | 5  | 0  | 1  |
| 2位  | 浦和本太レディースFC   | 7    | 3  | 1  | 2  |
| 3位  | 清水第八スポーツクラブ | 5    | 2  | 1  | 3  |
| 4位  | OKIレディーサンダース  | 2    | 1  | 0  | 5  |

### 1992－93入替戦
| チャレンジリーグ1位 | 結果              | JLSL最下位         |
| シロキFCセレーナ    | 1回戦0-0 2回戦2-1 | 田崎神戸レディース |

※シロキFCセレーナのJLSL昇格と田崎神戸レディースのチャレンジリーグ降格が決定。

## JLSLチャレンジリーグ'93

### リーグ戦
- 開催期間: 1993年11月7日‐1994年2月11日

| 順位 | チーム                 | 勝点 | 勝 | 分 | 敗 |
| 1位  | 浦和本太レディースFC   | 9    | 4  | 1  | 1  |
| 2位  | 田崎ペルーレFC         | 8    | 4  | 0  | 2  |
| 3位  | 清水第八スポーツクラブ | 5    | 2  | 1  | 3  |
| 4位  | OKIレディーサンダース  | 2    | 1  | 0  | 5  |

※JLSLの日産FCレディースが廃部となるため浦和本太レディースFCの昇格が決定。

## JLSLチャレンジリーグ'94

### リーグ戦
- 開催期間: 1994年9月11日‐1995年2月11日

| 順位 | チーム                 | 勝点 | 勝 | 分 | 敗 |
| 1位  | 田崎ペルーレFC         | 15   | 7  | 1  | 0  |
| 2位  | 清水第八スポーツクラブ | 6    | 2  | 2  | 4  |
| 3位  | OKIレディーサンダース  | 3    | 0  | 3  | 5  |

### 1994－95入替戦
| チャレンジリーグ1位 | 結果              | JLSL最下位       |
| 田崎ペルーレFC      | 1回戦2-1 2回戦3-1 | 浦和レディースFC |

※田崎ペルーレFCのL・リーグ（JLSL改め）昇格（復帰）と浦和レディースFCのチャレンジリーグ降格が決定。

## JLSLチャレンジリーグ'95

### リーグ戦
- 開催期間: 1995年12月3日‐1996年2月17日

| 順位 | チーム                 | 勝点 | 勝 | 分 | 敗 |
| 1位  | OKIレディーサンダース  | 6    | 3  | 0  | 1  |
| 2位  | 浦和レディースFC       | 6    | 3  | 0  | 1  |
| 3位  | 清水第八スポーツクラブ | 0    | 0  | 0  | 4  |

※1位と2位は得失点差により決定

※L・リーグのTOKYO SHiDAX LSCが廃部となるためOKIレディーサンダースの昇格が決定。

## JLSL・チャレンジマッチ'96

### チャレンジマッチ
| 浦和レディースFC | 1回戦2-0 2回戦1-0 | 飽田FCレディース |

### 1996－97入替戦
| チャレンジマッチ勝利チーム | 結果              | L・リーグ最下位 |
| 浦和レディースFC           | 1回戦1-3 2回戦0-3 | OKI FC Winds    |

※OKI FC WindsのL・リーグ残留決定

## 1997－98入替戦
| L・リーグ参入希望チーム          | 結果                | L・リーグ最下位                      |
| マザーズ熊本レインボーレディース | 1回戦0-12 2回戦0-14 | 宝塚バニーズレディースサッカークラブ |

※宝塚バニーズのL・リーグ残留決定

## その後
不況や2000年シドニーオリンピックの出場権獲得が果たせなかったことにより、1999年の第11回大会の参加チームが10から8に削減されたことなどから、2部リーグ相当の大会は2003年まで一時中断（その間の新規参入チームは加盟希望の地域リーグチームの中から審査により決定）となったが、2004年・第16回から実力別の1・2部制を完全採用するようになった。
また、2010年から1部を「プレナスなでしこリーグ」、2部を「プレナスチャレンジリーグ」と改組されたさい、「チャレンジリーグ入れ替え戦」の制度が取り入れられ、加盟希望の地域リーグチームの中からの審査でチャレンジリーグ加盟が相当と決定した出場チームにより「チャレンジリーグ入れ替え予備戦」を行い、予備戦の上位2チームとチャレンジリーグの下位2チームが「チャレンジリーグ入れ替え戦」に進出してチャレンジリーグ参入を目指す方式が採用されるようになった。また、なでしこリーグへの昇格はチャレンジリーグでの成績上位、なおかつなでしこリーグ準加盟を認められたチームのみに与えられる方式に変更された。